# Pavel Ivanovič Kutajsov
Conte Pavel Ivanovič Kutajsov, in russo Павел Иванович Кутайсов? (25 novembre 1780 – 9 marzo 1840), è stato un nobile e politico russo.

## Biografia
Era il primogenito di Ivan Pavlovič Kutajsov (1759-1834), e di sua moglie, Anna Petrovna Rezvaja (1760-1848).

## Carriera
All'età di 7 anni venne iscritto nel Guardia a cavallo, mentre all'età di 10 anni raggiunse il grado di sergente e nel 1795 a capitano dell'esercito. Il 1º gennaio 1796 fu nominato capo furiere.
Su richiesta del padre Pavel partì per un breve Grand Tour insieme a Aleksandr Semënovič Šiškov, ma a giudicare dalle recensioni delle memorie di Šiškov, al giovane non portò molto beneficio.
Nel gennaio 1800 venne nominato ciambellano, il 19 maggio fu Segretario di Stato e l'8 novembre fu Commendatore onorario della dell'Ordine di Malta.
Con l'ascesa di Alessandro I venne trasferito al Collegio degli Affari Esteri, dove lavorò per diversi anni fino al 1809. Durante l'invasione francese guidò l'evacuazione del Senato a Kazan'.
Nel 1815 fu nominato Procuratore Assemblea generale del dipartimento di Mosca, un anno più tardi venne promosso a consigliere segreto e nel gennaio 1817 a membro del Senato. Dopo essersi trasferito a San Pietroburgo, è stato membro di diverse commissioni, tra cui la costruzione della Cattedrale di Sant'Isacco e la direzione principale dei Teatri Imperiali.
Nel 1835, insieme all'artista Michael Scotty, visitò l'Italia.

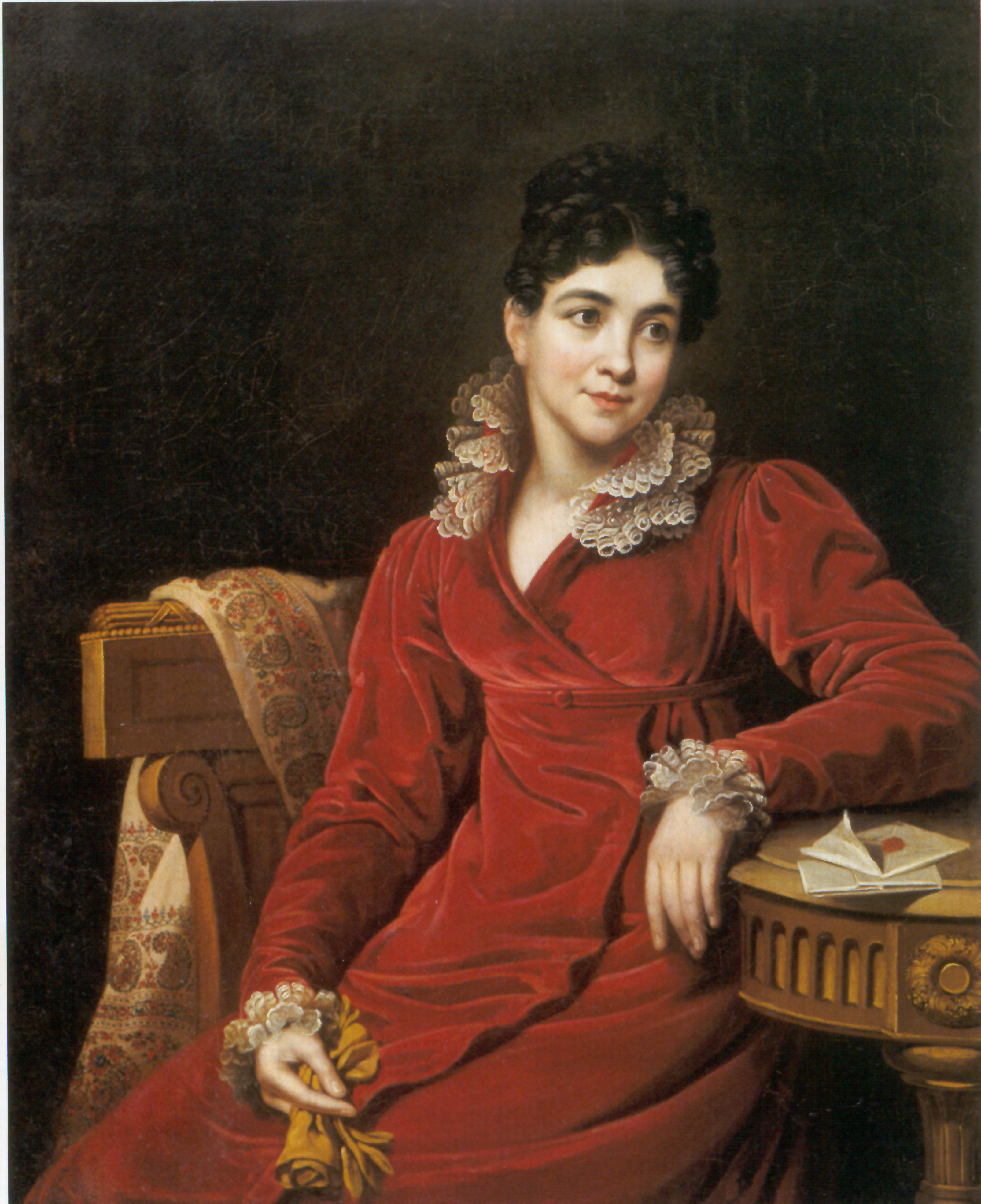
Ritratto di Praskov'ja Petrovna Lopuchina, 1820.

## Matrimonio
Sposò, il 28 maggio 1800, la principessa Praskov'ja Petrovna Lopuchina (1784-25 aprile 1870), figlia di Pëtr Vasil'evič Lopuchin. Ebbero cinque figli:
- Anna Pavlovna (1800-1868), moglie del principe Okropir della Georgia, ebbero cinque figli;
- Ivan Pavlovič (1803-1868), sposò Elizaveta Dmitrievna Šepeleva, figlia del generale Dmitrij Dmitrievič Šepelev;
- Aleksandra Pavlovna (1804-1881), sposò Aleksej Golicyn;
- Hippolyte Pavlovič (1806-1851), sposò Natal'ja Aleksandrovna Urusova, padre di Pavel Ippolitovič Kutaisov;
- Elizaveta Pavlovna (?-1813).